# لوطس عربي
لوطس عربي أو خُضَيراء أو قُطب أو قُطْبة  (الاسم العلمي:Lotus arabicus) هي نوع نباتي يتبع جنس اللوطس من فصيلة البقولية.